# Jagodne (gromada)
Jagodne (od 1 I 1969 Gózd) – dawna gromada, czyli najmniejsza jednostka podziału terytorialnego Polskiej Rzeczypospolitej Ludowej w latach 1954–1972.
Gromady, z gromadzkimi radami narodowymi (GRN) jako organami władzy najniższego stopnia na wsi, funkcjonowały od reformy reorganizującej administrację wiejską przeprowadzonej jesienią 1954 do momentu ich zniesienia z dniem 1 stycznia 1973, tym samym wypierając organizację gminną w latach 1954–1972.
Gromadę Jagodne z siedzibą GRN w Jagodnem utworzono – jako jedną z 8759 gromad na obszarze Polski – w powiecie garwolińskim w woj. warszawskim, na mocy uchwały nr VI/10/2/54 WRN w Warszawie z dnia 5 października 1954. W skład jednostki weszły obszary dotychczasowych gromad Bramka, Gęsia Wólka, Gózd, Kokoszka i Sokola ze zniesionej gminy Kłoczew w tymże powiecie. Dla gromady ustalono 20 członków gromadzkiej rady narodowej.
1 stycznia 1956 gromada weszła w skład nowo utworzonego powiatu ryckiego w tymże województwie.
31 grudnia 1961 do gromady Jagodne włączono wieś Huta Zadybska ze zniesionej gromady Zadybie Stare w tymże powiecie.
1 stycznia 1969 gromadę Jagodne zniesiono, przenosząc siedzibę GRN z Jagodnego do Gozdu i zmieniając nazwę jednostki na gromada Gózd.